# Ophiochondrus convolutus
Ophiochondrus convolutus är en ormstjärneart som beskrevs av George Richard Lyman 1869. Ophiochondrus convolutus ingår i släktet Ophiochondrus och familjen Hemieuryalidae. Inga underarter finns listade i Catalogue of Life.